# Marguerite av Burgund
Marguerite av Burgund, död 1277, var vicegrevinna av Limoges som gift med Guy VI av Limoges.    Hon var regent i Limoges som förmyndare för sin dotter Marie I av Limoges 1263-1275. 